# Noël-Georges Castellan
Pour les articles homonymes, voir Castellan.
Noël-Georges Castellan, né le 25 décembre 1764 à Smyrne (aujourd'hui İzmir, en Turquie) et mort le 14 avril 1812 à Paris, est un militaire français des XVIIIe et XIXe siècles.

## Biographie

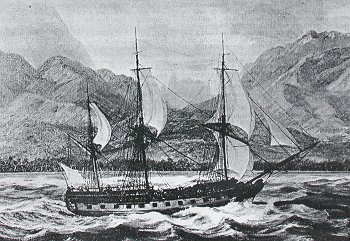
La Boudeuse

Soldat le 25 mai 1780 dans le corps royal de la marine à Toulon, il fit partie de l'expédition dans l'archipel du Levant de 1781 à 1783 à bord des frégates la Badine, la Minerve et La Boudeuse, et obtint son congé de grâce le 25 avril 1785.
Lieutenant dans le 1er bataillon de volontaires de la Martinique le 20 août 1789, il partit pour cette colonie en 1790, obtint le grade de capitaine le 10 janvier 1793, celui de chef de bataillon le 18 pluviôse an II, et fut fait prisonnier par les Anglais le 11 ventôse suivant.
De retour en France le 21 floréal an III, et envoyé au dépôt de Saint-Denis le 1er fructidor, il entra le 10 frimaire an VI à la suite de la 38e demi-brigade de ligne, et passa avec un détachement de ce corps le 3 frimaire an VI dans la 101e demi-brigade de la même arme.
Il servit pendant les ans VII, VIII et IX aux armées d'Helvétie, du Rhin et d'Italie, fut fait prisonnier de guerre la veille de la bataille de Marengo, et rendu par échange le 24 fructidor an VIII. Resté en Italie pendant les ans X, XI, XII et XIII et nommé membre de la Légion d'honneur le 25 prairial an XII, puis major du 62e régiment de ligne le 27 ventôse an XIII, il fit la campagne de l'an XIV (Troisième Coalition) à l'armée d'Italie.
Appelé le 9 février 1806 par le vice-roi d'Italie au commandement du 4e régiment d'élite des grenadiers et voltigeurs réunis, il suivit l'armée de Naples, et se trouva au siège de Gaète (1806). Le 31 mai suivant, il passa au dépôt de son corps, où il reçut le brevet d'officier de la Légion d'honneur le 15 août de la même année.
Colonel du 60e régiment de ligne le 27 juillet 1808, il fit les campagnes des années 1808, 1809 et 1810 en Dalmatie.
Il est franc-maçon, au moins entre 1809 et 1811.
Rentré en France en 1811, il fut employé en qualité d'adjudant-commandant par décision du 16 janvier 1812. Il est mort en activité de service, à Paris, le 14 avril de la même année.

## Décorations
- Légion d'honneur :
  - Légionnaire (25 prairial an XII), puis,
  - Officier de la Légion d'honneur (15 août 1806).

## Armoiries
| Figure | Blasonnement |
|        | Armes du baron Castellan et de l'Empire (lettres patentes du 15 septembre 1811) Coupé, au I d'or à un casque de sable grillé et taré de front, panaché de gueules; au II d'azur à deux tours carrées réunies par un mur crénelé,le tout d'argent, ouvert et maçonné de sable et soutenu d'argent; au franc-quartier des barons militaires. |